# Staré Město (Čáslav)
Staré Město (německy Altstadt) je část města Čáslav v okrese Kutná Hora. Jde o širší historické jádro v centru města. Je zde evidováno 227 adres. Trvale zde žije 635 obyvatel.
Staré Město leží v katastrálním území Čáslav o výměře 23,5 km2.